# Pseudovesicaria
Pseudovesicaria là chi thực vật có hoa trong họ Cải.